# مولينية

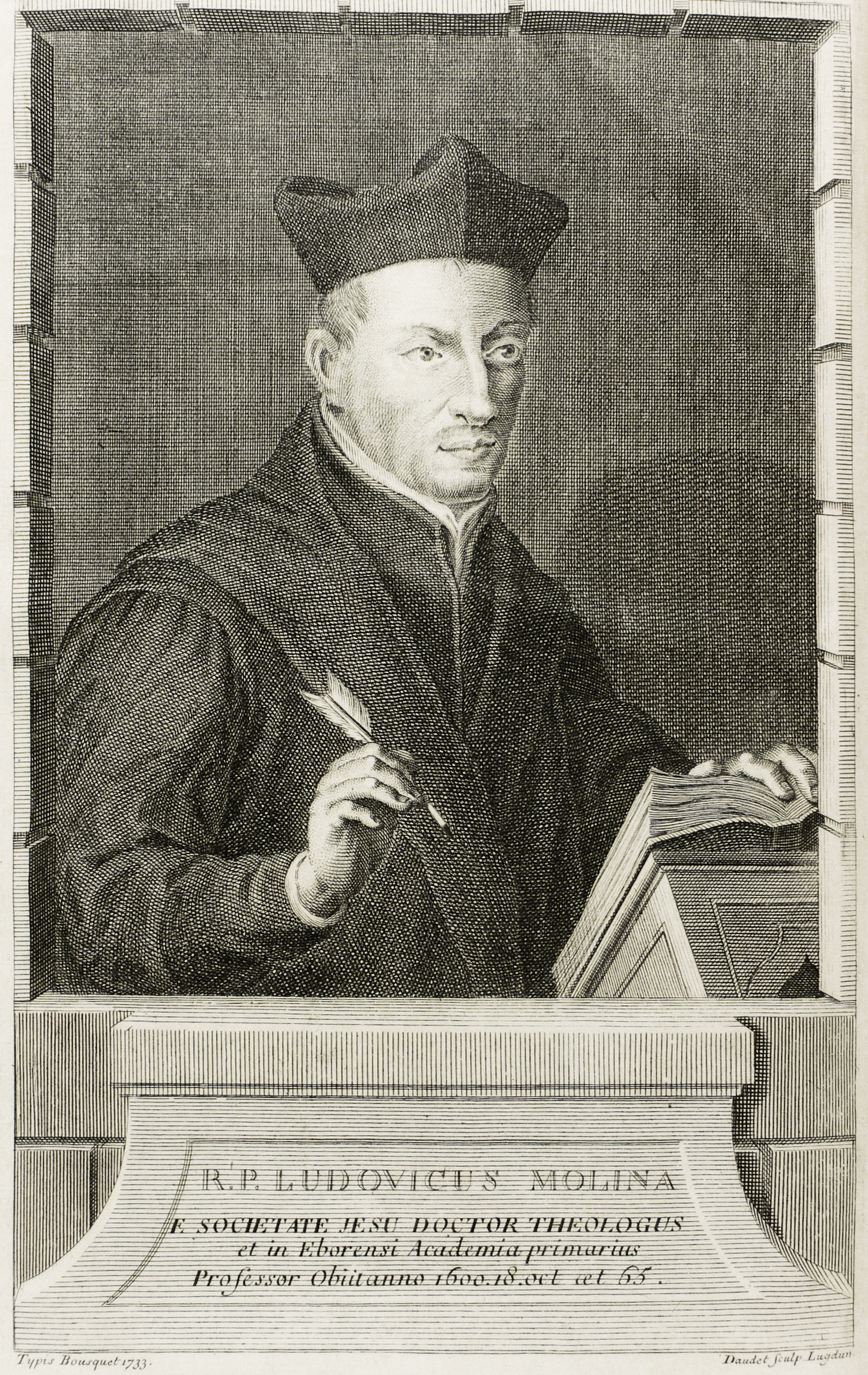
لويس دي مولينا ، الذي سميت على اسمه المولينية

المولينية، التي سميت على اسم لاهوتي القرن السادس عشر اليسوعي الأسباني لويس دي مولينا، هي وجهة نظر عن العناية الإلهية من الله في ضوءالإرادة الحرة للإنسان. المولينيون المعاصرون البارزون هم: ويليام لين كريج، وألفريد فريدوسو، وتوماس فلينت، وكينيث كيثلي، وديف أرمسترونج. تعتمد وجهة النظر المولينية مفهوم قوي عن سيطرة الله على الأحداث في العالم، جنبًا إلى جنب مع نظرة مساوية من حيث الثوة عن حرية الإنسان.

## أنواع معرفة الله
وفقًا لكينيث كيثلي مؤلف كتاب «الخلاص والسيادة: نهج موليني»، يجادل المولينيون بأن الله يحقق إرادته تمامًا في حياة المخلوقات الحرة حقًا من خلال استخدام علمه المطلق. المولينيون الذين يتبعون لويس دي مولينا نفسه قدموا معرفة الله في سلسلة من ثلاث لحظات منطقية. الأولى هي معرفة الله بالحقائق الضرورية أو المعرفة الطبيعية. هذه الحقائق مستقلة
عن إرادة الله وليست عرضية. تتضمن هذه المعرفة مجموعة كاملة من الاحتمالات المنطقية. تتضمن الأمثلة عبارات مثل «جميع العزاب غير متزوجين» أو «س لا يمكن أن يكون أ وليس أ في نفس الوقت، في نفس المكان، بنفس الطريقة» أو «من الممكن أن يحصل س». والثانية تسمى «المعرفة» وهي تحتوي على مجموعة من الأشياء المحتملة التي يمكن أن تحدث في ظل ظروف معينة. النوع الثالث من المعرفة هو معرفة الله الحرة. يتكون هذا النوع من المعرفة من الحقائق العرضية التي تعتمد على إرادة الله، أو الحقائق التي يأتي بها الله، والتي لا يتعين عليه تحقيقها. قد تشمل الأمثلة عبارات مثل «خلق الله الأرض» أو شيء خاص عن هذا العالم حققه الله. وهذا ما يسمى «معرفة الله الحرة» وهي تحتوي على المستقبل أو ما سيحدث. بين معرفة الله الطبيعية والحرة توجد معرفته الوسطى التي يعرف الله بواسطتها ما ستفعله مخلوقاته الحرة تحت أي ظرف من الظروف. هذه «حقائق» لا يجب أن تكون حقيقة، ولكنها حقيقة بدون أن يكون الله هو السبب الرئيسي لها. في موسوعة الفلسفة قدم جون دي. لينغ مثالًا عن المعرفة الوسطى: «إذا أتيحت الفرصة لجون لينغ لكتابة مقال عن المعرفة لموسوعة للفلسفة، فإنه سيفعل ذلك بحرية.» من الصعب على البعض فهم وجهة النظر هذه، لكنها أساس الرأي الموليني.
لقد دعم المولينيون قضيتهم كتابيًا ببيان المسيح في متى 11: 23
«وَأَنْتِ يَا كَفْرَنَاحُومَ الْمُرْتَفِعَةَ إِلَى السَّمَاءِ! سَتُهْبَطِينَ إِلَى الْهَاوِيَةِ. لأَنَّهُ لَوْ صُنِعَتْ فِي سَدُومَ الْقُوَّاتُ الْمَصْنُوعَةُ فِيكِ لَبَقِيَتْ إِلَى الْيَوْمِ.»
يدعي المولينيون أن في هذا المثال يعرف الله ما الذي ستختاره مخلوقاته الحرة في ظل ظروف افتراضية، أي أن السدوميين في حال تعرضوا لظروف كفرناحوم كانوا سيستجيبون بطريقة تجعل سدوم باقية حتى أيام يسوع، بالنظر إلى هذا الوضع الافتراضي.
متى 11: 23 يحتوي على ما يسمى بالواقع المقابل لحرية المخلوقات. لكن يجب تمييز الواقع المقابل عن المعرفة المسبقة. يحتوي الكتاب المقدس على العديد من الأمثلة على المعرفة المسبقة مثل تثنية 31: 16-17، حيث أخبر الله موسى أن بني إسرائيل سوف يتركون الله بعد أن ينقذوهم من مصر.  

## معرفة الحقائق
يؤمن المولينيون أن الله لديه معرفة ليس فقط بالحقائق الضرورية والحقائق العرضية، ولكن أيضًا بالحقائق المقابلة. (غالبًا ما يُشار إلى معرفة الله بالواقع المقابل بمعرفته الوسطى، على الرغم من أن هذا المصطلح تقنيًا أوسع من مجرد معرفة الحقائق المقابلة.) الواقع المقابل هو بيان بالشكل «إذا كانت الحالة P ، فستكون الحالة Q». على سبيل المثال، «لو كان بوب في تاهيتي لكان اختار بحرية السباحة بدلاً من حمامات الشمس.» يدعي المولينيون أنه حتى لو لم يكن بوب في تاهيتي، فلا يزال بإمكان الله معرفة ما إذا كان بوب سيذهب للسباحة أو للاستحمام الشمسي. يعتقد المولينيون أن الله باستخدام معرفته الوسطى ومعرفته المسبقة قام بمسح جميع العوالم الممكنة ثم فعّل عوالم معينة. معرفة الله الوسطى بالواقع المقابل تلعب دورًا أساسيًا في «اختيار» عالم معين.
يقول المولينيون إن الترتيب المنطقي لأحداث الخلق سيكون على النحو التالي:
1. معرفة الله الطبيعية بالحقائق الضرورية.
2. معرفة الله الوسطى (بما في ذلك الحقائق المقابلة).
- خلق العالم -
3. معرفة الله الحرة (الأنطولوجيا الفعلية للعالم).
ومن ثم، تلعب معرفة الله الوسطى دورًا مهمًا في تحقيق العالم. في الواقع، يبدو كما لو أن معرفة الله الوسطى بالواقع المقابل تلعب دورًا مباشرًا في الإدراك أكثر من معرفة الله المسبقة. يشير وليام لين كرايغ إلى أنه «بدون المعرفة الوسطى، سيجد الله نفسه - إذا جاز التعبير - يعرف المستقبل ولكن بدون أي تخطيط منطقي مسبق للمستقبل.»  إن وضع معرفة الله الوسطى بين معرفة الله بالحقائق الضرورية وقدر الله للخلق أمر بالغ الأهمية. لأنه إذا كانت معرفة الله الوسطى هي بعد قضاءه بالخلق، فعندئذ يكون الله سببًا فعليًا لما ستفعله مختلف المخلوقات في ظروف مختلفة، وبالتالي يدمر الحرية البشرية. ولكن بوضع المعرفة الوسطى (وبالتالي الحقائق المقابلة) قبل القضاء بالخلق، يسمح الله بالحرية البشرية. إن وضع المعرفة الوسطى منطقيًا بعد الحقائق الضرورية ولكن قبل القضاء بالخلق يمنح الله أيضًا إمكانية مسح عوالم محتملة وتحديد العالم الذي يجب تحقيقه.
يقدم كريج ثلاثة أسباب للاعتقاد بأن العبارات المقابلة صحيحة. «أولاً، غالبًا ما يبدو أننا نعرف مثل هذه الوقائع المقابلة الحقيقية. ثانيًا، من المعقول أن» قانون الوسط المستبعد المشروط«(LCEM) ينطبق على الحقائق المقابلة لشكل خاص معين، يُطلق عليه عادةً» الحقائق المقابلة للحرية الخلقية«. ثالثًا، الكتاب المقدس مليء بالتصريحات المقابلة للواقع، لذلك يجب على المؤمن المسيحي على الأقل أن يلتزم بحقيقة بعض الحقائق المقابلة حول الأفعال الحرة والخلقية.»

## التأثير اللاهوتي
يسمي ويليام لين كريج المولينية بأنها «واحدة من أكثر الأفكار اللاهوتية المثمرة على الإطلاق. لذلك ستعمل على توضيح ليس فقط معرفة الله في المستقبل، ولكن العناية الإلهية والقدر أيضا». فيها يحتفظ الله بقدر من العناية الإلهية دون إعاقة حرية البشرية. لأن الله لديه معرفة وسطى، فهو يعرف ما سيفعله الفاعل بحرية في موقف معين. لذلك إذا تم وضع الوكيل أ في الظرف ب، فسيختار بحرية الخيار ج على الخيار د. وهكذا، إذا أراد الله أن ينجز ج، فكل ما سيفعله الله - باستخدام معرفته الوسطى - هو تحقيق العالم الذي تم فيه وضع أ في ب، ويختار أ بحرية ج. يحتفظ الله بعنصر العناية دون إبطال اختيار ب وتحقق هدف الله (تحقيق ج).
يعتقد المولينيون أيضًا أن المولينية يمكنها أن تساعد المرء في فهم الخلاص. منذ اوغسطين وبيلاجيوس كان هناك نقاش حول موضوع الخلاص. وبشكل أكثر تحديدًا، حول كيف يمكن أن يختار الله المؤمنين والمؤمنين ما زالوا يأتون إلى الله بحرية؟ البروتستانت الذين يميلون أكثر نحو اختيار الله وسيادته هم عادة كالفينيون بينما أولئك الذين يميلون أكثر نحو الاختيار الحر للبشرية يتبعون الأرمينيانية. ومع ذلك يمكن أن يتبنى المولينيون كل من سيادة الله والاختيار البشري الحر.
خذ خلاص العامل أ. يعلم الله أنه إذا وضع «أ» في الظروف «ج»، فإن «أ» سيختار بحرية الإيمان بالمسيح. لذا فإن الله يحقق العالم حيث توجد ج، ثم يؤمن (أ) بحرية. لا يزال الله يحتفظ بقدر من العناية الإلهية لأنه يحقق العالم الذي يختاره «أ» بحرية. لكن، لا يزال (أ) يحتفظ بالحرية بمعنى أنه قادر على اختيار أي من الخيارين. لا تؤيد المولينية افتراضين متناقضين عندما تؤكد كلاً من عناية الله وحرية البشرية. يمتد تدبير الله إلى تحقيق العالم الذي يؤمن فيه العامل بالمسيح.

### الاختلاف عن المذهب الكالفيني والأرمينياني
تختلف المولينية عن المذهب الكالفيني من خلال التأكيد على أن الله يمنح الخلاص، ولكن لدى الشخص خيار قبوله أو رفضه بحرية (لكن الله يعلم أنه إذا تم وضع الشخص في موقف معين فلن يرفضه). هذا يختلف عن الجبرية الكالفينية، الذي تنص على أن خلاص الشخص محدد بالفعل من قبل الله بحيث أنه لا يمكنه أن يختار غير ذلك أو يقاوم نعمة الله.
كما أنها تختلف عن الأرمينيانية لأنها تدعي أن الله يعرف بشكل قاطع كيف سيكون رد فعل الشخص لرسالة الإنجيل إذا تم وضعه في موقف معين. المولينيون لديهم خلافات داخلية حول مدى اتفاقهم مع الكالفينية، والبعض يتمسك بالاختيار غير المشروط، والبعض الآخر يتمسك بالاختيار المشروط والبعض الآخر لا يزالون في الاختيار المشترك بشكل جزئي. يوضح ألفريد فريدوسو: «يتفق بعض المولينيون - بما فيهم بيلارمين وسوارز - مع البانزيين - أتباع دومينغو بانيز - على أن الله يختار أناسًا معينين مسبقًا للمجد الأبدي وبعد ذلك فقط يستشير معرفته الوسطى لاكتشاف النعم التي ستضمن خلاصهم. وهكذا في حالة بطرس كان الله سيختار نِعمًا مختلفة إذا كان هؤلاء الذين اختارهم بالفعل معروفين مسبقًا ليكونوا كافيين فقط وغير فعالين لخلاص بطرس. مولينيون آخرون، بمن فيهم مولينا نفسه، يرفضون بشدة أي اختيار سابق مطلق لبطرس للخلاص. إنهم يصرون بدلاً من ذلك على أن الله يختار ببساطة أن يخلق عالماً يتوقع فيه بشكل معصوم استخدام بطرس الجيد للنعم الخارقة للطبيعة الممنوحة له، وعندها فقط يقبل بطرس من بين المختارين في ضوء موافقته الحرة على تلك النعم». يتجنب المولينيون الآخرون هذه القضية تمامًا من خلال التمسك بوجهة نظر الإدانة عبر العالم، وهي فكرة أن غير المُخلصين في هذا العالم قد يرفضون المسيح في أي عالم.

### مناظرة بين اليسوعيين المولينيين والدومينيكان
في عام 1581، اندلع جدال ساخن بين اليسوعيين الذين دافعوا عن المولينية، والدومينيكان الذين لديهم فهم مختلف لمعرفة الله المسبقة وطبيعة الأقدار. في عام 1597، أنشأ البابا كليمنت الثامن لجنة كان الغرض منها تسوية هذا الخلاف. في عام 1607، أنهى البابا بولس الخامس النزاع بمنع كل طرف من اتهام الآخر بالهرطقة، مما سمح لكلا الرأيين بالوجود جنبًا إلى جنب في الكنيسة الكاثوليكية.

### التأثيرات الأخرى
طور توماس فلينت ما يعتبره تداعيات أخرى لمذهب المولينية، بما في ذلك العصمة البابوية والنبوءة والصلاة. يستخدم ويليام لين كريج المولينية للتوفيق بين المقاطع الكتابية التي تحذر من الارتداد مع المقاطع التي تعلم ثبات المؤمنين. استخدم كريج أيضًا المعرفة الوسطى لشرح مجموعة واسعة من القضايا اللاهوتية مثل العناية الإلهية والأقدار والوحي الكتابي ومثابرة القديسين والخصوصية المسيحية.

## نصوص الكتاب المقدس المولينية
غالبًا ما جادل المولينيون بأن موقفهم هو الموقف الكتابي من خلال الإشارة إلى المقاطع التي يفهمونها لتعليم معرفة الله الوسطى. قدم مولينا النصوص الثلاثة التالية: 1صم 23: 8-14، أم 4: 11، مت 11: 23. المقاطع الأخرى التي يستخدمها المولينيون هي: ححز 3: 6-7، إر 38: 17-18، 1كو 2: 8، تث: 28: 51-57، مت 23: 27-32، مت 12:7، مت 24: 43، لو 16: 30-31، لو 22: 67-67. وليام لين كريج جادل مطولا أن العديد من عبارات المسيح تشير إلى المعرفة الوسطى. يستشهد كريج بالمقاطع التالية: مت 17: 27، يو 21: 6، يو 15: 22-24، يو 18: 36، لو 4: 24-44، مت 26: 24. يقول كريج أن معظم هذه النصوص تشير إلى أن الله لديه معرفة واقعية. لكي تكون هذه المعرفة معرفة وسطية، يجب أن تكون قبل معرفة الله الحرة منطقيا، وهو أمر لا يبدو أن النصوص الكتابية المذكورة تؤكده أو تنفيه. ومع ذلك يجادل كريج بأنه إذا كان أمر الله سابق منطقياً لمعرفته الوسطى، فإن ذلك من شأنه أن «يجعل الله هو صاحب الخطيئة ويمحو الحرية البشرية، لأنه في هذه الحالة يكون الله هو الذي يقرر أن الأفعال المقابلة للأفعال الحرة المخلوقة صحيحة، بما في ذلك الحقائق المقابلة فيما يتعلق بقرارات الإنسان الخاطئة. وبالتالي، لدينا سبب وجيه للاعتقاد بأنه إذا كانت هذه الوقائع المقابلة صحيحة أو خاطئة الآن، فلا بد أنها كانت منطقية قبل قضاء الله».

يدعي توماس فلينت أن الأسس المزدوجة للمولينية هي عناية الله وحرية الإنسان. تنسق المولينية النصوص التي تدرس عناية الله (مثل أع 4: 28، أف 1: 11) مع النصوص التي تؤكد على اختيار الإنسان (مثل تث 30: 19، لو 13: 34).

## نقد
كانت المولينية مثيرة للجدل وانتقدت منذ بدايتها في كونكورديا حيث عاش مولينا. انتقد النظام الدومينيكي الذي اعتنق التوماوية الصارمة تلك العقيدة الجديدة والتي تفسر المعرفة الوسطى بشكل خاطئ، حيث يعتقدون أنها تعني السلبية، وهو أمر بغيض للفعل النشط الصافي. عارضها التوماويون أمام البابا باعتبارها أحد أفرع من شبه البيلاجيانية، وبعد ذلك كانت هناك عشر سنوات من النقاش في اللجنة الشهيرة التي أنشأها البابا كليمنت الثامن في عام 1607.

الاعتراض الأساسي في الوقت الحاضر هو أكثر الاعتراضات إثارة للجدل بالنسبة للمولينية، وغالبًا ما يُعتبر الأقوى. تدعي الحجة أنه لا توجد أسس ميتافيزيقية لصحة الحقائق المقابلة للحرية الخلقية. كما قال هيو ج.: 
 «ولعل أخطر اعتراض ضدها هو أنه لا يبدو أن هناك طريقة يمكن أن يأتي بها الله بهذه المعرفة. المعرفة كما رأينا ليست مجرد مسألة تصور افتراض والاعتقاد بشكل صحيح أنه صحيح، ولكن تتطلب التبرير: يجب أن يكون لدى المرء أسباب وجيهة للاعتقاد. ولكن ما هو التبرير الذي يمكن أن يمتلكه الله لتصديق الافتراضات التي من المفترض أن تشكل المعرفة الوسطى؟ لا يمكن تمييز حقيقة عرضية للحرية مسبقًا، لأنها عرضية. إنها ليست حقيقة ضرورية أنني إذا وضعت في الظروف س، فسوف أقرر حضور الحفلة الليلة. ولا يمكننا السماح بأن يتعلم الله حقيقة س من سلوكي الفعلي - أي من خلال ملاحظة أنني في الواقع، في الظروف س، أقرر حضور الحفلة الموسيقية. لأن الله لم يستطع عمل ملاحظات كهذه دون أن يكتشف أيضًا القرارات الخلاقة التي سأتخذها بالفعل، والتي من شأنها أن تدمر الغرض الكامل من المعرفة الوسطى». 
 وبالتالي، لا يوجد «صانعو الحقائق» الذين يؤسسون الحقائق المقابلة. يدعي معارضو المعرفة الوسطى أن السوابق التاريخية لأي عالم محتمل لا تحدد مصداقية الواقع المقابل لمخلوق، إذا كان هذا المخلوق حراً بالمعنى الليبرالي الفلسفي. (يقبل المولينيون هذا بطبيعة الحال، لكنهم ينكرون أن هذا يستلزم أن الحقائق المقابلة لحرية الخلق تفتقر إلى قيم الحقيقة)
يفضل العديد من الفلاسفة واللاهوتيين الذين يتبنون الاعتراض الأساسي الادعاء بأنه بدلاً من أن تكون الحقائق المقابلة للحرية صحيحة، فإن الحقائق المقابلة المحتملة تكون صحيحة بدلاً من ذلك. لذا بدلاً من الحقائق من النوع التالي: «يعلم الله أنه في الظروف، فإن المخلوق» س «سيفعل» أ «بحرية» يعرف الله الحقائق من هذا النوع: «يعلم الله أنه في الظروف من المحتمل أن يفعل المخلوق» س «أ.» ومع ذلك، كما أشار إدوارد ويرينجا، فإن الوقائع المقابلة المحتملة هي أيضًا حقائق مشروطة وتقع ضحية للاعتراض الأساسي نفسه.
استجاب المولينيون للحجة المذكورة أعلاه بطريقتين. أولاً، كما يقول ألفريد فريدوسو: «يبدو من المعقول الادعاء بوجود أسس ميتافيزيقية كافية الآن لحقيقة العارض المستقبلي المشروط ب عند ه فقط في حالة وجود أسس ميتافيزيقية كافية خلال ت لحقيقة افتراض الحاضر المضارع ب بشأن الشروط التي توجب أن يحصل ه عند ت.»  يوافق ويليام لين كريج على «لكي يكون الواقع المقابل للحرية صحيحًا، ليس مطلوبًا أن تكون الأحداث التي تشير إليها موجودة بالفعل؛ كل ما هو مطلوب هو أنها ستكون موجودة في ظل الظروف المحددة». الفكرة هنا هي أنه إذا تخيلنا أن الله يخلق أكوانًا متعددة بأبعاد متعددة وأعطى الناس حرية الإرادة الحرة في الأكوان المختلفة وترك الأحداث كلها تعمل، فلن نواجه مشكلة في تأسيس الحقائق المقابلة للحرية على أساس الأحداث في الأكوان المختلفة. ولكن لماذا يحتاج الله إلى خلق مثل هذه الأكوان ليعرف كيف ستتكشف الأحداث.
مزيد من الاعتراضات في هذه المرحلة تؤدي إلى الخط الثاني من الاستجابة. يستجيب ألفين بلانتينجا لاعتراض التأريض بقوله «يبدو لي أكثر وضوحًا أن بعض الحقائق المقابلة للحرية ربما تكون صحيحة على الأقل من أن حقيقة الافتراضات يجب - بشكل عام - أن ترتكز على هذا النحو». ويليام لين كريج يتابع ذلك بالإشارة إلى عبء الإثبات الذي يتحمله المعترض المؤسس. الاعتراض الأساسي «يؤكد عدم وجود حقائق معاكسة حقيقية حول كيفية تصرف المخلوقات بحرية تحت أي مجموعة من الظروف. إن هذا التأكيد ليس مجرد تقويض ظاهري لمذهب المولينية، بل هو دحض مفترض. إنه يقدم تأكيدًا جريئًا وإيجابيًا، وبالتالي يتطلب ضمانًا يتجاوز ما يفترضه المولينيون أن هناك حقائق مقابلة حقيقية حول الأفعال الحرة المخلقة». في وقت لاحق، يشير كريج إلى أن «مناهضي المولينية لم يبدأوا حتى مهمة إظهار أن الحقائق المقابلة للحرية الخلقية هي أعضاء في مجموعة الافتراضات أو البيانات التي تتطلب صانعي الحقيقة إذا أريد لها أن تكون صحيحة». وبالتالي، يجب أن يثبت المعترض المؤسس وجود سلبي عالمي فيما يتعلق بزيف الحقائق المقابلة للحرية أو يجب عليه شرح نظريته حول أساس الحقيقة وإثبات صحة هذه النظرية.
يمكن وصف الاختلاف في وجهات النظر هنا بإيجاز بالطريقة التالية. وفقًا للنقاد، لا يمكن معرفة الطريقة التي يتخذ بها الوكيل خيارًا حرًا بطبيعته بصرف النظر عن ملاحظة الاختيار الذي يتم تحقيقه. قد يكون الله قادرًا على ملاحظة هذه الاختيارات عن طريق البصيرة، ولكن حتى يجب عليه أن يراقبها حتى يعرفها. لذلك لا يستطيع الله أن يعرف ماذا سنفعل إلا إذا رأى المستقبل. الموقف الموليني، الذي جسده كريج في الفقرة السابقة، هو 1) القول بأن هذا يتطلب حججًا هرطقية محتملة تتعلق بحدود المعرفة الإلهية، و 2) أن الاختيار يمكن أن يكون حرًا، ومع ذلك فإن الطريقة التي يتخذها الفاعل يمكن معرفة هذا الخيار بصرف النظر عن ملاحظة الاختيار الفعلي نفسه (وحتى بصرف النظر عن تحقيق الاختيار بالكامل). يؤكد النقاد أن هذا لم يعد حقًا خيارًا حرًا: إذا كان معروفًا أنه «إذا عُرض عليها دولار ، فستأخذه»   بصرف النظر عن تقديم دولار فعليًا لذلك الشخص ، فحينئذٍ ليست حرة في أخذ أو عدم أخذ هذا الدولار. يتوقف السؤال على ما إذا كان من الممكن ، من خلال تعريف الاختيار الحر ، معرفة الخيار الذي سيتم اتخاذه بشكل مستقل عن تحقيق هذا الاختيار. [بحاجة لمصدر]